# Плутонийдикобальт
Плутонийдикобальт — бинарное неорганическое соединение
плутония и кобальта
с формулой Co2Pu,
кристаллы.

## Получение
- Сплавление стехиометрических количеств чистых веществ:

{\displaystyle {\mathsf {Pu+2Co\ {\xrightarrow {1300^{o}C}}\ Co_{2}Pu}}}

## Физические свойства
Плутонийдикобальт образует кристаллы
кубической сингонии,
пространственная группа F d3m,
параметры ячейки a = 0,7095 нм, Z = 8,
структура типа магнийдимедь Cu2Mg
.
Соединение конгруэнтно плавится при температуре ≈1300°С.